# Divokej Bill
Divokej Bill je česká folk rocková hudební skupina z Úval v okrese Praha-východ, založená zpěvákem Václavem Bláhou v roce 1998. Uskutečnila turné například se skupinami Čechomor (10 : 20 Connection Tour), Tři sestry (Turné pro radost) a v Anglii odzpívala turné se skupinou The Levellers ([ðə ˈlevələ(r)z]; česky sociální rovnostáři). 5. května 2017 skupina vydala desku Tsunami a následně odstartovala šňůru třiadvaceti koncertů, která začala v Plzni 25. května 2017 a skončila 2. září téhož roku. Tsunami je též prvním albem Divokého Billa, které vyšlo i na LP.

## Historie
Skupina Divokej Bill byla založena 6. června 1998 v Úvalech. Během dvou let se ustálila i sestava a kapela začala koncertovat, mimo jiné hrála i na prvních ročnících Rock for People, díky čemuž navázala spolupráci s Ameba Production.
Když kapela přibrala do sestavy banjo, nahrála demosnímek, se kterým se přihlásila do několika vyhledávacích soutěží (Rock Nymburk, Jim Beam rock, Broumovská kytara, Rock fest Dobříš), na nichž se většinou umístila v rámci prvních tří míst.
První deska vyšla léta 2000 pod názvem Propustka do pekel (v roce 2018 vyšla i na vinylu), ze které jsou známé singly jako Plakala nebo Rozárka. Začali jezdit po klubech jako předskokani Nahoru po schodišti dolů band (dnes jen Schodiště) a Třech sester, dostali se tak do povědomí klubového publika. Druhá deska s názvem Svatá pravda (vydána 5. listopadu 2001) jim mimo jiné přinesla možnost jet spolu se Žlutým psem velkou Staropramen Tour.
Na třetí desce Mezi nima (2003) kapela poprvé použila syntezátory. Pilotní singl Znamení otevřel kapele cestu do rádií; mezitím získala Zlatou desku za deset tisíc prodaných kusů. O rok později se jim podařilo vydat úspěšné live album a zároveň DVD nazvané podle místa, kde bylo nahráno – Lucerna.
Na desku Tsunami (2017) získala skupina pozitivní ohlasy, web iReport například napsal, že je očividně Divokej Bill fucr se sebou spokojený a nehodlá se měnit; celkově je deska příjemným osvěžením.
Dne 24. ledna 2019 uskutečnila kapela svůj dosud největší koncert v pražské O2 areně jako oslavu k 20 letům od založení kapely. Hala byla vyprodána. Jako předkapela byla avizována rumunská kapela „Drum bun“, ze kterou se ale převlékli sami členové Divokýho Billa; z koncertu měl na podzim 2019 vyjít videozáznam.
Na 14. září 2019 kapela přislíbila opět vystupovat na svém „domácím“ koncertu v Úvalech; tyto koncerty (zpravidla každý druhý rok) se staly již tradičními.
5. května roku 2023 vydali album, pojmenované Bazilišek; 2. června plánuje skupina vyrazit na turné, čítající pětadvacet koncertů; předskokany budou broumovští Vivian. V souvislosti s tímto albem kapela adoptovala v říjnu 2023 na pět let baziliška zeleného v pražské zoo. 

## Členové

### Současní
Seznam členů skupiny:
- Václav „Venca“ Bláha – zpěv, kytara
- Miloš „Jurda“ Jurač – baskytara, zpěv
- Štěpán Karbulka – zpěv, megafon, tanec
- Adam Karlík – bývalý člen smyčcového orchestru Vox Bohemicalis, odkud přešel do skupiny Divokej Bill, housle
- Roman „Prochajda“ Procházka – akustická kytara, zpěv
- Honza „Jack“ Bártl – banjo
- Martin „Pecan“ Pecka – akordeon
- Marek „Mára“ Žežulka – bicí

### Bývalí
- Ondřej Pospíšil – banjo (1997–2000)
- Ota Smrkovský – bicí (1997–1998)
- Honza „Kiska“ Veselý – bicí (1998–2003)
- Lukáš Toman – didgeridoo († 2015)

## Diskografie

### Demo alba
- Sedm statečných (1998)
- Osm statečných (1999)

### Studiová alba
- Propustka do pekel (2000)
- Svatá pravda (2001)
- Mezi nima (2003)
- Divokej Bill (2006)
- Mlsná (2009)
- 15 (2013)
- Tsunami (2017)
- Bazilišek (2023)

### Koncertní alba
- Lucerna live (CD+DVD) (2004)
- Rock for People (CD+DVD) (2007)
- G2 Acoustic Stage (CD+DVD) (2014)

### Kompilace
- Unisono best of 2000–2010 (2011)
- Platinum Collection (3CD) (2015)

### Videoklipy
- Plakala
- Dávno
- Miláčku
- Cesta
- Znamení
- Malování
- Pocit
- Síť
- Čmelák
- Batalion
- Unisono
- Dolsin
- Koně
- Tsunami
- Jaro
- Požehnání

## Ocenění
- 2. místo v kategorii „Překvapení roku“ (anketa Žebřík časopisu Report: 1999)
- 3. místo v kategorii „Skupina roku“ (anketa Žebřík časopisu Report: 2004)
- 3. místo v kategorii „Skupina roku“ (anketa Žebřík časopisu Report: 2005)

- 1. místo v anketě Český slavík 2006 s 33 377 body.
- 3. místo v kategorii „Skupina roku“ (anketa Žebřík časopisu Report: 2017)
- 1. místo v kategorii „Akce roku“ za DB Lobkowicz tour 2017 (anketa Žebřík časopisu Report: 2017)